# Вајманало Бич (Хаваји)
Вајманало Бич (енгл. Waimanalo Beach) насељено је место за статистичке потребе у америчкој савезној држави Хаваји. По попису становништва из 2010. у њему је живело 4.481 становника.

## Демографија
Према попису становништва из 2010. у граду је живело 4.481 становника, што је 210 (4,9%) становника више него 2000. године.
| Група             | 2000.       | 2010.      |
| Белци             | 491 (11,5%) | 384 (8,6%) |
| Афроамериканци    | 4 (0,1%)    | 10 (0,2%)  |
| Азијати           | 228 (5,3%)  | 189 (4,2%) |
| Хиспаноамериканци | 277 (6,5%)  | 341 (7,6%) |
| Укупно            | 4.271       | 4.481      |